# Arzjan
Arzjan (Russisch: Аржан, Toevaans: Аржаан, geneeskrachtige plek) is een archeologische vindplaats uit de vroege Scythische periode, vernoemd naar het gelijknamige dorp in het noordwesten van de Russische deelrepubliek Toeva.

## Ligging
Arzjan ligt op een hoogvlakte, die vanwege de oudheidkundige vondsten bekendstaat als de Toevaanse Vallei der Koningen. Ze wordt doorstroomd door de Oejoek, een oostelijke zijrivier van de Grote Jenisej. Het centrum ligt ongeveer 10 km ten westen van het stadje Toeran en ongeveer 40 km ten noordwesten van Kyzyl, in het noordwesten van Toeva.

## Opgravingen
Kenmerkend zijn de koergans (grafheuvels) met goudvondsten en begrafenissen samen met paarden. Het aantal plaatselijke grafheuvels loopt in de honderden. In de grafheuvels bevinden zich ronde grafkamers van vurenhouten balken. In de Arzjan-1 koergan, die ruim 100 m in doorsnee is, bevinden zich meer dan 70 van zulke grafkamers. De heuvels zijn in meerdere parallelle ketens aangelegd en met stenen afgedekt.

### Arzjan-1

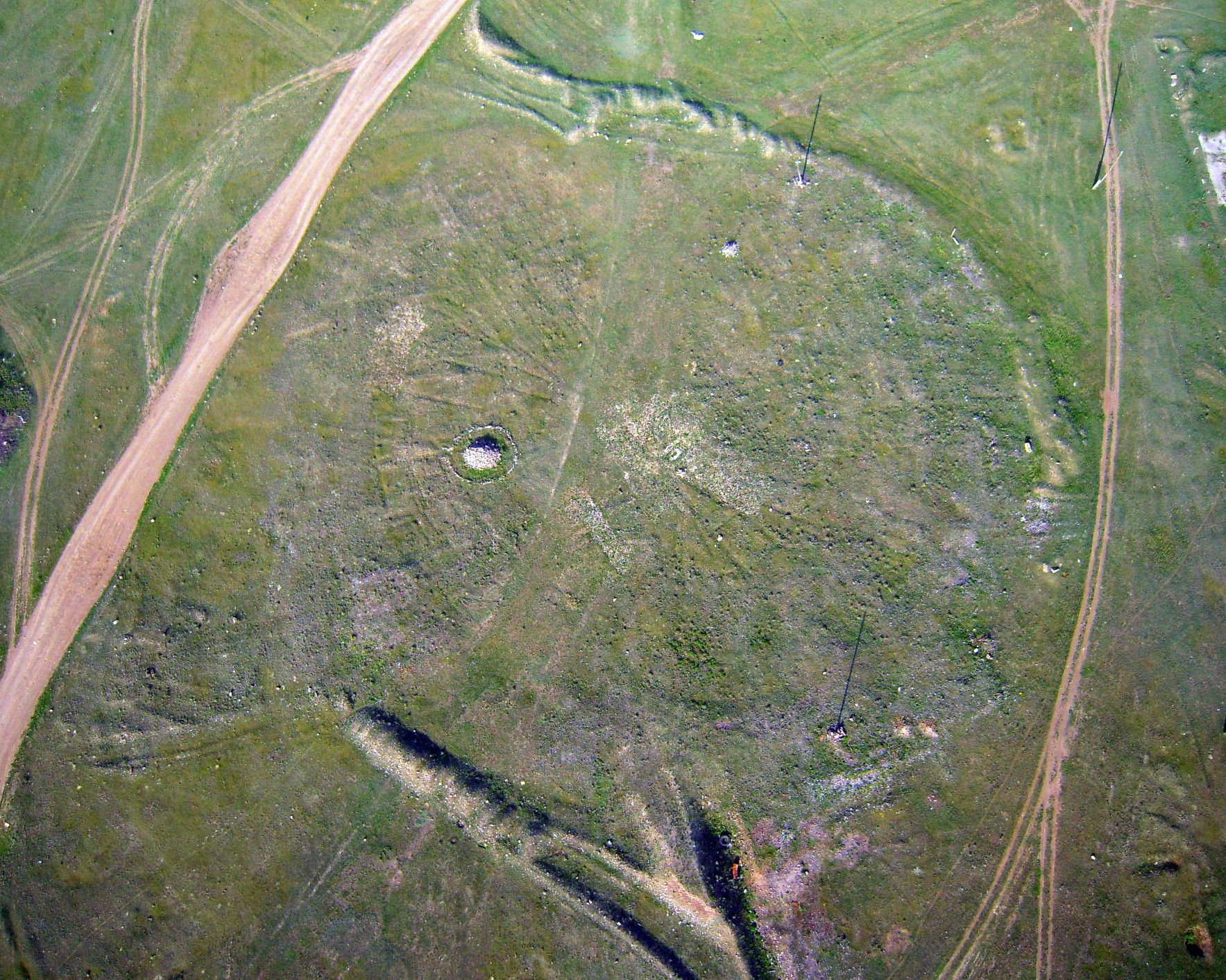
Arzjan-1

Arzjan-1 werd in 1970 door Grjaznov onderzocht. Hij ontdekte interessante houten structuren waarmee hij de Scytische cultuur tot in de late 9e en begin van de 8e eeuw v.Chr. terug kon voeren. Arzjan-1 was al in vroegere tijden geplunderd; in de centrale grafkamer werden slechts restanten gevonden. Volgens antropologisch onderzoek behoren de skeletresten toe aan een persoon van gevorderde leeftijd. Onder het (vanwege de vroege plunderingen) relatief kleine aantal gevonden voorwerpen waren al bijna alle basisbeelden van de opkomende "Scythische dierstijl" aanwezig, welke het wereldbeeld van de vroege nomaden uitdrukt.
Grjaznov kon banden met de late bronstijd-vondsten van Sintasjta en het Andronovo-complex in West-Siberië en de noordelijke Pontisch-Kaspische Steppe aantonen.
Deze vroege periode is als Oejoekcultuur benoemd.

### Arzjan-2

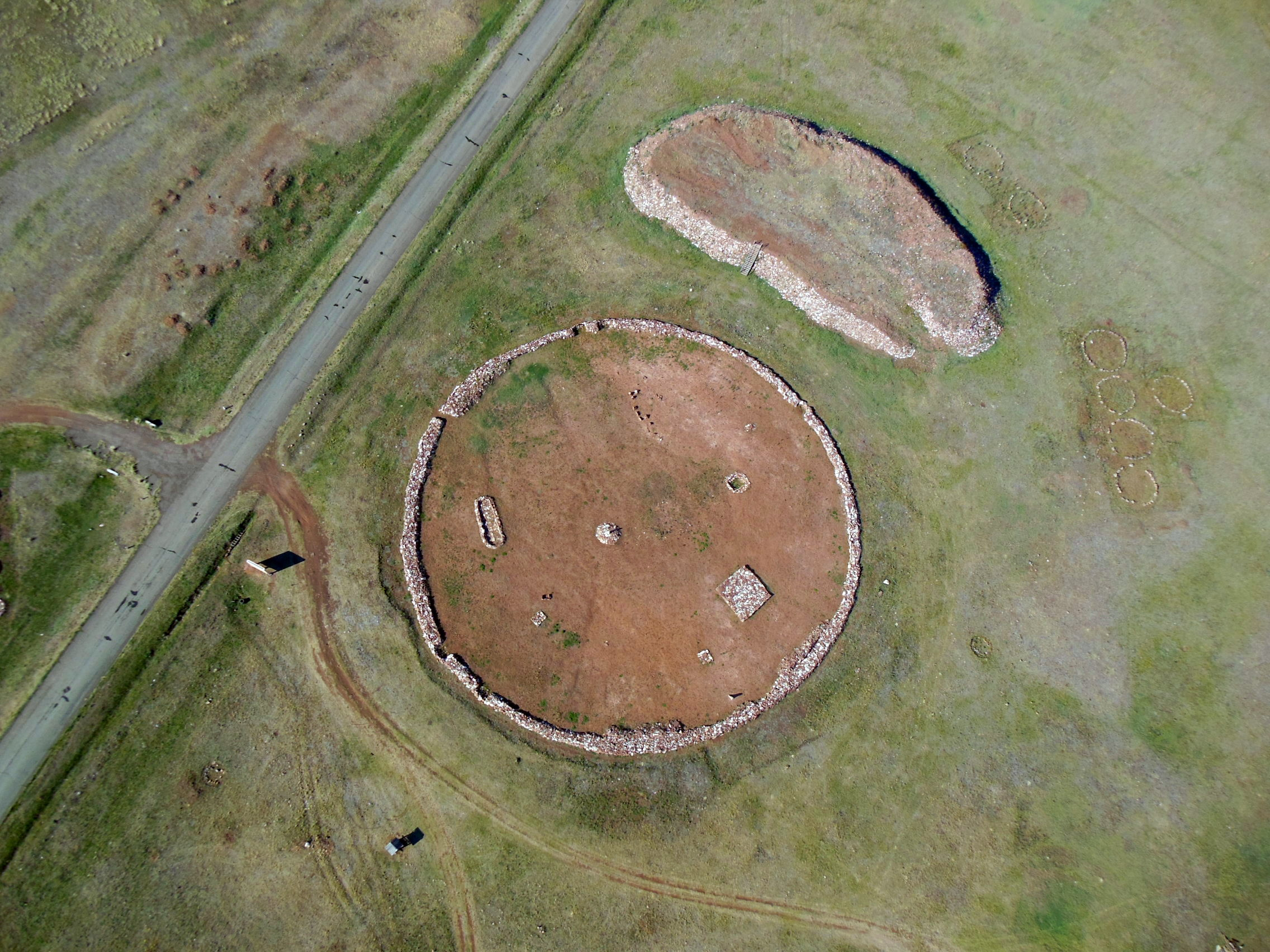
Arzjan-2

Arzjan-2 is een vorstengraf uit de tweede helft van de 7e eeuw v.Chr. Het heeft een diameter van 80 m en een hoogte van 2 m. Het graf werd van 1997 tot 2003 door het Deutsches Archäologisches Institut onderzocht. Hierbij werd het eerst door het Bayerisches Landesamt für Denkmalpflege geomagnetisch opgemeten, daarna in 2000 en 2003 blootgelegd. Van Arzjan-2 werd vastgesteld dat er vroege pogingen moeten zijn geweest om het graf te openen, echter zonder succes, zodat de centrale grafkamer intact bleef.
In Arzjan-2 vond meer dan 20 kilo aan gouden voorwerpen van huiselijk en religieus karakter, gemaakt in de 'dierlijke stijl' en van een hoge artistieke waarde. Het grootste deel van de voorwerpen wordt bewaard in het Nationaal Museum van Toeva in Kyzyl, een deel in de Hermitage in Sint-Petersburg. Russische wetenschappers van de Hermitage, die de archeologische vondsten evalueerden, stelden vast dat ze voorafgingen aan de meer bekende Griekse kunstvoorwerpen. De opvatting dat de Scythen slechts een horde wilde steppenomaden waren wordt door deze bevindingen duidelijk tegengesproken.
Arzjan-2 wordt tot de Aldy-Bel-periode gerekend.